# Pollena Trocchia
Pollena Trocchia est une commune italienne de la ville métropolitaine de Naples, dans la région de Campanie.

## Administration
| Période                                  | Période | Identité | Étiquette | Qualité |
| ---------------------------------------- | ------- | -------- | --------- | ------- |
|                                          |         |          |           |         |
| Les données manquantes sont à compléter. |         |          |           |         |

### Hameaux
Trocchia, Guindazzi, San Gennariello.

### Communes limitrophes
Casalnuovo di Napoli, Cercola, Ercolano, Massa di Somma, Sant'Anastasia, Volla.